# Хризма

Монограма імені Христа

Хри́зма та Хрисмо́н (також Хі-Ро), ☧ — монограма імені Христа, яка складається з двох початкових грецьких літер імені (грец. ΧΡΙΣΤΌΣ) — Χ та Ρ, схрещених між собою. По краях монограми розміщають також грецькі літери α і ω. Таке вживання цих букв походить від тексту Апокаліпсису:
|                                 | Я Альфа й Омега, говорить Господь, Бог, Той, Хто є, і Хто був, і Хто має прийти, Вседержитель! |
| — Об. 1:8; див. також Об. 22:13 |                                                                                                |

Хризма отримала широке поширення в епіграфиці, на рельєфах саркофагів, в мозаїках і, ймовірно, походить ще з апостольських часів. Можливо, що її походження пов'язане зі словами Апокаліпсису: Об. 7:2.
Історично, найвідоміше використання Хрисмона для лабарума (лат. Labarum) — давньоримського військового штандарта (вексилума) особливого виду. Імператор Костянтин Великий ввів його у військах після того, як побачив на небі знамення Хреста напередодні битви у Мільвійського мосту (312 рік). Лабарум мав на кінці древка Хризму, а на самому полотнищі напис: лат. «Hoc vince» (від лат. «In hoc signo vinces» — «сим побідиш»). Перша згадка про лабарум міститься у Лактанція (помер бл. 320).
У дохристиянські часи цей символ використовувався для позначення важливих частин тексту на полях як скорочення χρηστόν (khrēstón, “корисний”).
Хрісмон присутній на деяких монетах Птолемея III, який правив Єгиптом у 246/245 - 222/221 роках до н. е.